# Tiefenbach (Östringen)

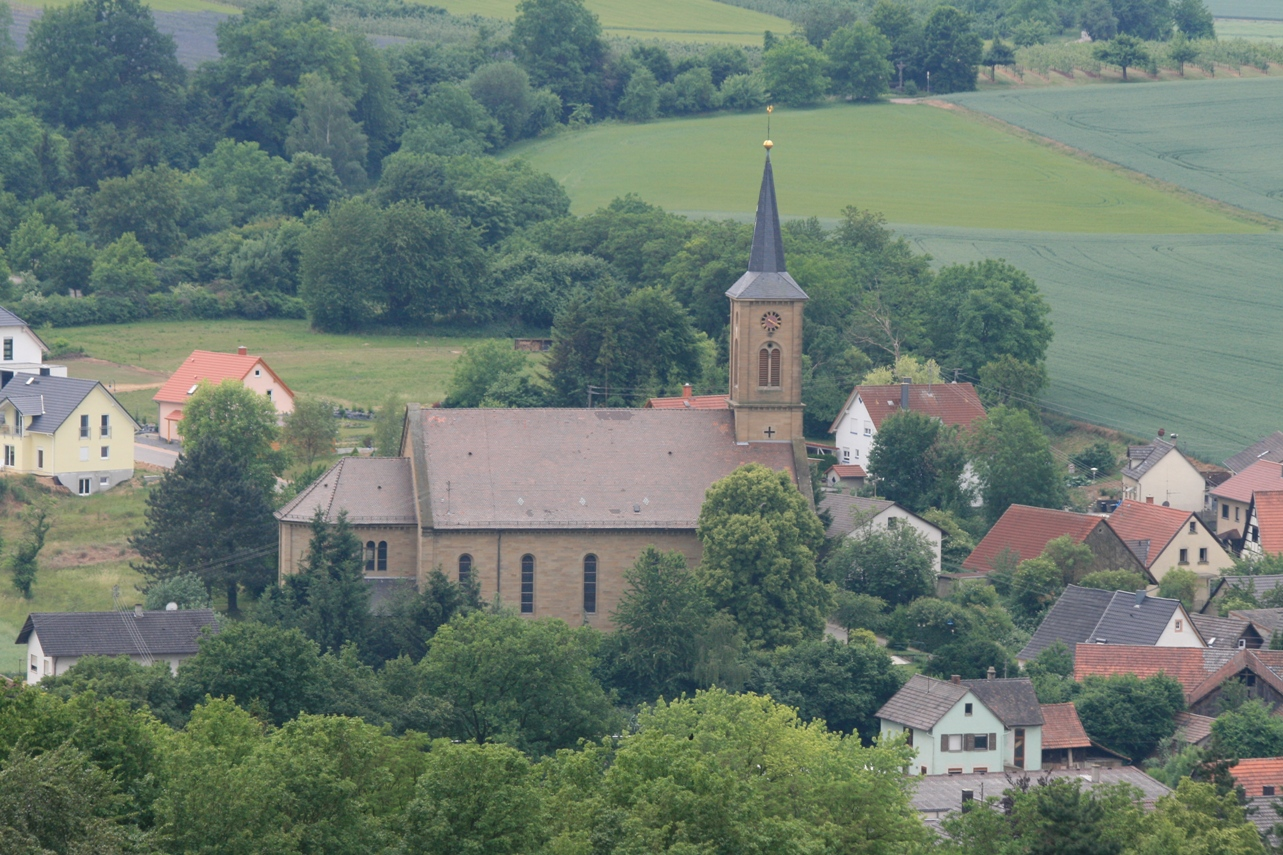
Die katholische Kirche

Tiefenbach ist ein Dorf, das zur Stadt Östringen im Landkreis Karlsruhe in Baden-Württemberg gehört.

## Geographie
Tiefenbach liegt im Kraichgau im Tal des Katzbach zwischen Weinbergen, Wald und Feldern. In Tiefenbach leben derzeit rund 1.300 Einwohner auf 917 ha Fläche. Der höchste Punkt der Gemeinde ist der Kreuzberg mit 295 Metern. Nordöstlich von Tiefenbach, am Fuß des Kreuzbergs, liegt der Kreuzbergsee. Im Süden der Gemarkung befindet sich das Naturschutzgebiet Apfelberg.

## Geschichte
Erstmals wurde Tiefenbach in einer Urkunde aus dem Jahr 1122 als Tiephenbach erwähnt. Lange Zeit war es in Besitz des Ritterstifts und ehemaligen Klosters Odenheim. 1344 wurde die Landeshoheit vom König an die von Sickingen verpfändet. Im Friede von Lunéville (1803) fiel Tiefenbach an Baden. 
Tiefenbach war einst eine eigenständige Gemeinde im Landkreis Sinsheim und wechselte am 1. Januar 1972 durch die Eingemeindung zu Östringen in den Landkreis Bruchsal, bevor dieser – ebenso wie der Landkreis Sinsheim – zum 1. Januar 1973 aufgelöst wurde. Seither gehört Tiefenbach zusammen mit der Stadt Östringen zum Landkreis Karlsruhe.

## Sehenswürdigkeiten
- Die römisch-katholische Kirche St. Johannes der Täufer wurde von 1852 bis 1854 im Stil der Neoromanik erbaut, nachdem die Vorgängerkirche 1826 wegen Baufälligkeit abgerissen worden war.
- Die Kreuzbergkapelle auf dem den Ort überragenden Kreuzberg wurde 1872 erbaut. Der Kreuzweg, der vom Ort zur Kirche führt, kam 1934 hinzu.
- Am Rande des Ortes betreibt das Heitlinger Golf Resort einen Golfplatz (18-Loch-Platz).[5]

## Persönlichkeiten
- Wilhelm Emmerich (1916–1945), SS-Oberscharführer, stammte aus Tiefenbach, war in verschiedenen Konzentrationslagern eingesetzt und verstarb kurz nach Kriegsende an Typhus. Er wurde auf der Gedenktafel für 39 im Zweiten Weltkrieg gefallene Soldaten in der Tiefenbacher Pfarrkirche St. Johannes geehrt, bevor sein Name 2017 von der Tafel getilgt wurde.[6]
- Reinhard Emmerich (* 1954), Sinologe, geboren in Tiefenbach